# Airaの科学CD
Airaの科学CD（AiraのかがくCD Aira's Science CD）は、アイラミツキのシングルCD。2009年6月17日に発売。

## 概要
学研の大人の科学とタイアップした作品で、ヴィレッジヴァンガード限定で販売された。竹内正実も演奏に参加。大人の科学マガジンの付録のテルミンを使用した楽曲と、そのテルミンを使って演奏に参加できるトラックも収録されている。
カップリングで坂本龍一の『戦場のメリークリスマス』、カヒミ・カリィの『MIKE ALWAY'S DIARY』が収録されている。発売日の当日にヴィレッジヴァンガードの各店で売切が続出した。